# Alexis Dziena
Alexis Gabbriel Dziena (ur. 8 lipca 1984 w Nowym Jorku) – amerykańska aktorka.
Alexis urodziła się w amerykańskiej rodzinie; ma polskie, włoskie i irlandzkie korzenie. Uczęszczała do Szkoły Świętej Anny. Wiele lat spędziła na południowych obrzeżach New Jersey, Sea Isle City. Również w trakcie gimnazjum uczęszczała do American Academy of Dramatic Arts i pojawiła się w wielu filmach tam nagrywanych. W filmie Broken Flowers pojawiła się w pełni nago przed Billem Murrayem, jako dziewczyna o imieniu Lolita. Grała Kirę w Inwazji. Obecnie mieszka w Los Angeles.

## Filmografia
- Pewnego razu w Rzymie (When in Rome, 2010) – Joan
- Nick i Norah (Nick and Norah's Infinite Playlist) (2008) – Tris
- Tenderness (2008) – Maria
- Nie wszystko złoto, co się świeci (Fool's Gold) (2008) – Gemma Honeycutt
- Sex and Breakfast (2007) – Heather
- Tylko jedno życie (One Life to Live) (2007)
- Inwazja (Invasion) (2005−2006) – Kira Underlay
- Powrót do klasy (Strangers with Candy) (2005) – Melissa
- Zimny jak głaz (Stone Cold) (2005) – Candace Pennington
- Broken Flowers (2005) – Lolita
- Pizza (2005) – Emily
- Nowy, lepszy świat (The Great New Wonderland) (2005) – Angie
- Spustoszenie (Havoc) (2005) – Sasha
- Nastolatki (She’s Too Young) (2004) – Hannah Vogul
- Wonderland (2003) – dziewczyna Gophera
- Mutant 3: Obrońca (Mimic 3: Sentinel) (2003) – Rosy
- Joan z Arkadii (Joan of Arcadia) (2003–2005) – Bonnie (gościnnie)
- Bringing Rain (2003) – Lysee Key
- Oczy nosorożca (Rhinoceros Eyes) (2003) – Ptaszyca
- Season of Youth (2003)
- Prawo i porządek Law & Order) (2003)
- Witchblade (2001–2002) – Bola (gościnnie)
- Prawo i porządek (Law & Order: Special Victims Unit) (1999) – Mia Van Wagner (gościnnie)
- Prawo i porządek (Law & Order) (1990) – Lena Parkova (gościnnie)